# Valdet Shoshi
Valdet Shoshi [valdet šoši] (srbsky Валдет Шоши; * 9. září 1964 Peć) je bývalý jugoslávský fotbalista pocházející z Kosova. Od začátku ledna 2016 je trenérem KF Drenica v kosovské lize.

## Hráčská kariéra
Do Vítkovic přišel z Prištiny. V nejvyšší československé soutěži odehrál 16. června 1991 jedno celé utkání proti Slovanu Bratislava (nerozhodně 3:3).

## Trenérská kariéra
Od srpna 2015 do března 2016 byl trenérem KF Drenica v kosovské lize.
S týmem KF Besa vyhrál v sezoně 2010/11 kosovský pohár. Finálový zápas se hrál v neděli 5. června 2011 v Prištině, svěřenci Valdeta Shoshiho zvítězili 2:1 nad jeho bývalým týmem KF Prishtina.

## Ligová bilance
| Ročník                                   | Zápasy | Góly | Minuty | Klub         |
| ---------------------------------------- | ------ | ---- | ------ | ------------ |
| 1. československá fotbalová liga 1990/91 | 1      | 0    | 90     | TJ Vítkovice |
| CELKEM 1. LIGA                           | 1      | 0    | 90     |              |